# Store Heddinge Sogn
Store Heddinge Sogn 
ist eine Kirchspielsgemeinde (dän.: Sogn)
auf der Insel Sjælland im südlichen Dänemark.
Bis 1970 gehörte sie zur Harde Stevns Herred im damaligen Præstø Amt, danach zur Stevns Kommune im Storstrøms Amt, die im Zuge der  Kommunalreform zum 1. Januar 2007 in der „neuen“ Stevns Kommune in der Region Sjælland aufgegangen ist.
Im Kirchspiel leben 4740 Einwohner, davon 3649 im Kirchdorf (Stand: 1. Januar 2023).

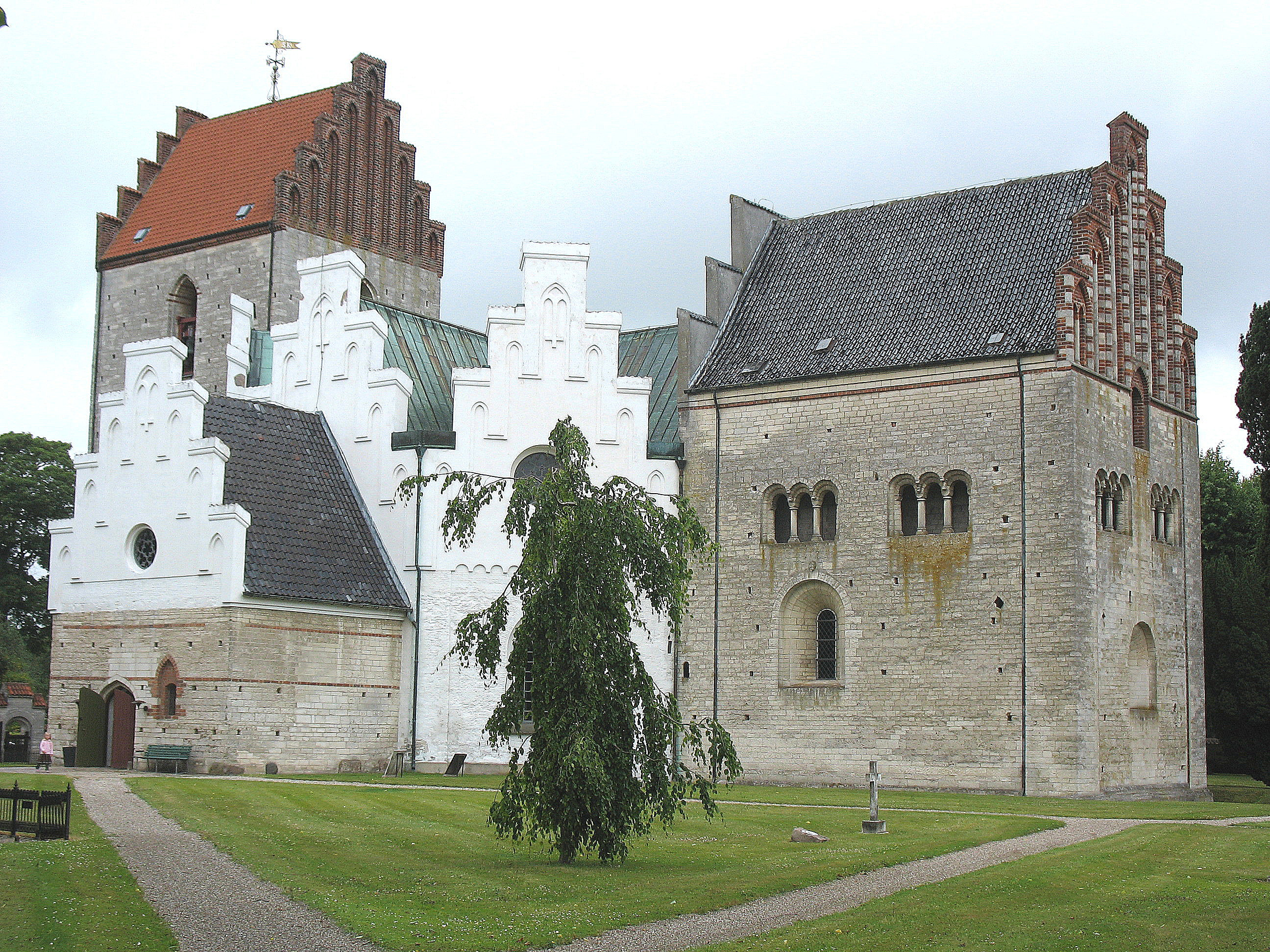
Sankt Katharina Kirke

Im Kirchspiel liegt die Kirche „Sankt Katharina Kirke“.
Nachbargemeinden sind im Norden Holtug Sogn und Magleby Stevns Sogn, im Westen Hellested Sogn, im Südwesten Frøslev Sogn und im Süden Lille Heddinge Sogn und Højerup Sogn.